# SetzeVents Editorial
SetzeVents Editorial est une maison d'édition à Urús en Catalogne. Elle a été fondée en 2008 dans l'intention de publier des œuvres de littérature catalane. Le catalogue de la maison inclut sept collections (poésie, narrative, essai, enfants, etc.). Manel Subirats et Eva Rogdríguez en sont les éditeurs.

## Présentation
Dans la présentation de l'entreprise on lit que la maison d'édition "a été fondée pour offrir un outil aux auteurs". SetzeVents se trouve dans les mains des auteurs, c'est-à-dire que la maison s'occupe de la gestion des procès de publication et de vente sans que les écrivains perdent la propriété industrielle. Les auteurs préfinancent la production des livres pendant que la maison offre les moyens de distribution.
La commercialisation est basée sur un réseau d'écrivains qui utilisent des moyens de communication comme la radio, la presse et des présentations publiques. Les livres de l'édition sont aussi distribués par les réseaux Xarxa de Biblioteques et Bibliobús de la Généralité de Catalogne, aux Ateneus de Catalunya ainsi qu'aux Bars de Rotllo. D'ailleurs, une boutique en ligne permet d'achat de livres à des particuliers ainsi qu'aux libraires. 
Les auteurs suivants ont publié chez SetzeVents:
- Josep Ramon Abuín i Requesens
- Alfred Batlle
- Ricard Bertran Puigpinós
- ca:Pere Cabra
- ca:Jordi Canals
- Sílvia Cantos
- Dala Català
- Antoni Dualde Saborit
- Klaus Ebner
- Jaume Fuster Alzina
- ca:Joan González Pons
- Eva Lleonart
- David Martos Mompart
- Eduard Miralta
- Mireia Muñoz
- Xavier Nadal
- Cristina Pérez
- Marc Vintró